# Brian Horrocks
Generalløjtnant Sir Brian Gwynne Horrocks, KCB, KBE, DSO, MC (født 7. september 1895, død 4. januar 1985) var en britisk officer. Han huskes mest for at have ledet 30. Korps under Operation Market Garden og andre operationer i 2. verdenskrig. Han gjorde også tjeneste i 1. Verdenskrig og den Russiske borgerkrig, var krigsfange to gange og deltog i De olympiske lege i Paris. Senere var han TV-kommentator, skrev bøger om militærhistorie og var "Black Rod" (ceremonimester) i Det britiske Overhus i 14 år.
I 1940 havde Horrocks kommandoen over en bataljon i slaget om Frankrig, første gang han gjorde tjeneste under Bernard Montgomery, den mest berømte britiske officer i krigen. Montgomery opdagede, at Horrocks var en af hans dygtigste officerer, og udpegede ham til at lede armekorps i såvel Nordafrika som Europa. I 1943 blev Horrocks alvorligt såret og det tog ham over et år at blive rask inden han kunne vende tilbage til at lede et korps i Europa. Det er sandsynligt, at denne periode som ukampdygtig betød, at han mistede en forfremmelse. Hans kolleger som korpschefer i Nordafrika, Leese og Dempsey, kom til at lede arméer og armégrupper. Horrocks' sår gav ham fortsatte problemer med helbredet og førte til hans tidlige pensionering fra hæren efter krigen.
Efter 1945 har Horrocks været anset for at være en af de mest succesfulde britiske generaler i krigen og den ideelle korpschef. Dwight D. Eisenhower betegnede ham som "den fremragende britiske general under Montgomery".

## Tidlige år og 1. Verdenskrig
Horrocks var eneste søn af oberst Sir William Horrocks, en læge i Royal Army Medical Corps. Han gik i skole på Uppingham School, en engelsk kostskole, hvorefter han kom på militærakademiet Sandhurst i 1913. Hans karakterer var 6. dårligst blandt 167 optagne kadetter – selv efter at der var tilføjet 200 point for et Officer Training Corps (OTC) certifikat, som ikke alle kandidater havde. Som lidet lovende student er det ikke sikkert, at han ville have fået sin eksamen, hvis ikke 1. Verdenskrig var brudt ud.
Han blev udnævnt til officer den 8. august 1914 og blev tildelt 1. bataljon i Middlesex-regimentet. Sekondløjtnant Horrocks sluttede sig til British Expeditionary Force under tilbagetrækningen efter dens ilddåb i Slaget ved Mons. Den 21. oktober 1914 under Slaget ved Armentières blev hans deling omringet og han blev såret og taget til fange. Indespærret på et militærhospital blev han gentagne gange forhørt af tyskerne, som troede at den britiske hær anvendte Dum-Dum-kugler i strid med Haager Landkrigsreglementet. Horrocks fangevogtere nægtede at skifte hans klæder eller sengetøj, og nægtede ham og en officerskollega grundlæggende bekvemmeligheder. Begge havde midlertidig mistet førligheden i benene og blev tvunget til at kravle til toilettet, hvilket betød at der gik betændelse i Horrocks sår.
Betingelserne blev dog bedre da han blev udskrevet og overført til en krigsfangelejr. På vej til lejren blev Horrocks gode venner med sin tyske eskorte – han tilskrev det den gensidige respekt som tropper ved fronten udviser. Han blev forfremmet til premierløjtnant den 18. december 1914, selv om han var i fangenskab, og ofte forsøgte at undslippe. En gang nåede han indenfor 500 meter fra den hollandske grænse inden han blev fanget igen. Han blev til sidst placeret i en lejr med russiske officerer i håb om at sprogbarrieren ville hindre hans flugtforsøg. Horrocks brugte tiden på at lære russisk. Mange år senere, da han arbejdede i det britiske parlament, overraskede han Nikita Khrusjtjov og Nikolaj Bulganin ved at byde dem velkommen på deres modersmål. Hans modstand i fangenskabet gjorde ham fortjent til Military Cross, som han fik tildelt i 1920 tilbagedateret til 5. maj 1919.
Da han vendte tilbage til Storbritannien efter krigen havde Horrocks svært ved at tilpasse sig rutinen i fredstid. Han tog på en soldetur i London, og brugte fire års opsparet sold på seks uger. Han vendte imidlertid tilbage til aktiv tjeneste i 1919 da krigsministeriet søgte frivillige, som kunne tale russisk.

## Mellemkrigstiden

### Rusland
I 1919 blev Horrocks sendt til Rusland som en del af den Allierede intervention i den russiske borgerkrig. Efter at være gået i land ved Vladivostok den 19. april blev han ført til det britiske hovedkvarter og briefet. Den Hvide Hær under admiral Koltjak havde med bistand fra den frigivne tjekkoslovakiske legion drevet den Røde Hær ud af Sibirien. Koltjaks tjekkiske tropper var imidlertid på vej hjem og det britiske militærkontingent forsøgte at udskifte dem med russere. Til at opnå dette havde briterne blot to infanteribataljoner og to små administrative enheder, en som havde ansvar for optræning af russerne med britisk overskudsudstyr, og den anden havde til opgave at forbedre den Hvide Hærs kommunikation.
Horrocks' første opgave var sammen med en gruppe på 13 britiske officerer og 30 mand at bevogte et tog, som leverede 27 vogne med granater til den Hvide Hær i Omsk, 4.800 km væk ad den Transsibiriske jernbane. Rejsen tog mere end en måned og som den eneste, der talte flydende russisk, måtte Horrocks tage sig af mange af de vanskeligheder, de kom ud for. Ved hver station måtte han holde stationsforstandere tilbage, som ville tage vognene. Mens de ventede i Manzhouli provokerede de britiske officerers tilstedeværelse til en duel mellem to kosakofficerer. Horrocks accepterede at være sekundant, men duellanterne blev fængslet inden duellen kunne finde sted. Det lykkedes ham at få afspændt situationen inden det kom til en retssag ved at hævde at hans fejlfyldte russisk havde forårsaget en misforståelse. Toget nåede til sidst til Omsk den 20. maj med hele lasten.
Hans næste opgave var i Jekaterinburg i Ural, hvor han blev udpeget til næstkommanderende ved en træningsskole for underofficerer i en britisk-russiske brigade. Han følte, at denne opgave var meget frustrerende, da han måtte afskedige næsten en tredjedel af den oprindelige kadre af medicinske grunde og da han måtte kæmpe for at få forsyninger og støtte fra den Hvide Hærs myndigheder. Trods det skabte han et godt forhold til sine mænd og udviklede en beundring for den russiske soldat.
Selv om de britiske styrker blev beordret hjem kort efter, blev Horrocks og en anden officer, George Hayes, tilbage for at rådgive den Første Sibiriske Armé. Den Hvide Hær var på tilbagetog, og Horrocks sluttede sig til dem da de faldt tilbage mod Vladivostok, 5.000 km borte. Han blev taget til fange af den Røde Hær den 7. januar 1920 i byen Krasnojarsk, og var krigsfange i 10 måneder, hvor han overlevede selv om han fik tyfus. Den britiske regering forhandlede en løsladelse af fanger på plads og Horrocks forlod Rusland den 29. oktober på Royal Navy-krydseren HMS Delhi.

### Hjemme igen
Horrocks vendte tilbage til sit regiment, som var udstationeret i Tyskland med den britiske Rhinarmé, og fulgte det til Irland, som dengang var midt i den irske uafhængighedskrig.
Her omfattede hans opgaver søgning efter våben og håndtering af baghold og vejspærringer, som han kaldte "en yderst ubehagelig form for krigsførelse". Herefter var han en kort overgang i Schlesien for han håndtere spændinger mellem de polske og tyske befolkningsgrupper.
Da han igen kom tilbage til Storbritannien kastede Horrocks sig over moderne femkamp. Han klarede sig godt i militære turneringer og blev udvalgt til det britiske OL-hold til De olympiske Lege i Paris i 1924, hvor han blev nr. 20 ud af 38. Horrocks tilbragte resten af mellemkrigstiden på poster såsom adjudant for 9. bataljon af Middlesex-regimentet i den britiske hærs reserve, Territorial Army (1926-1930); student ved Staff College, Camberley (1931-1932); stabsofficer i krigsministeriet (1934-1936); stabschef for 5. infanteri brigade (1936-1938); og underviser ved Staff College. Posten i reservehæren, som Horrocks anså for at være blandt sine lykkeligste perioder, gav erfaring i at arbejde med ikke-professionelle soldater, som ville vise sig særdeles værdifuld under 2. Verdenskrig. Han fik en midlertidig udnævnelse til major i 1935 og midlertidig forfremmelse til oberstløjtnant i 1937.
I 1928 giftede Horrocks sig med Nancy Kitchin, datter af en arkitekt. De fik en datter, Gillian, som druknede i 1979 mens hun svømmede i Themsen.

## Anden Verdenskrig
Ved udbruddet af 2. Verdenskrig arbejdede Horrocks som underviser på Staff Collage, hvor han havde undervist siden 1938. Efter at have hjulpet til med at organisere en ny kortere officersuddannelse, blev han i december 1939 forfremmet til permanent oberstløjtnant. I maj 1940 blev han sendt til Frankrig for at lede 2. bataljon af Middlesex-regimentet, en maskingeværbataljon direkte underlagt 3. infanteridivisions hovedkvarter under generalmajor Bernard Montgomery. Den britiske militærdoktrin på daværende tidspunkt fastholdt tunge maskingeværer under direkte ledelse af et korps eller en division frem for som en organisk del af underordnede enheder. Han sluttede sig til bataljonen under dens tilbagetrækning til Dunkerque, og efter blot 17 dage havde han imponeret sine overordnede tilstrækkeligt til at blive forfremmet til midlertidig brigadegeneral og få kommando over 11. infanteribrigade. Brigadens hidtidige leder Kenneth Anderson var blevet forfremmet til chef for 3. division under evakueringen fra Dunkerque, da Alan Brooke, lederen af 2. Korps blev kaldt tilbage til Storbritannien og Montgomery overtog ledelsen af korpset. Da Horrocks kom tilbage til Storbritannien fik han kommandoen over 9. Infanteribrigade og fik til opgave at forsvare mod en mulig tysk invasion. En kort periode som brigadegeneral ved generalstaben i Western Command fulgte inden han blev forfremmet til fungerende generalmajor og fik kommandoen over 44. infanteridivision den 25. juni 1941. Udover sin fungerende rang blev han forfremmet til fuld oberst den 28. maj 1941 med rang fra 1. juli 1940.
I 1942 fik Horrocks kommandoen over den nyformerede 9. britiske pansrede division og fik midlertidig rang af generalmajor den 27. juni. Horrocks, der var infanterisoldat uden erfaring med at håndtere kavaleri, var et usædvanligt valg som leder af en pansret division. Han trænede divisionen hårdt og organiserede en række øvelser for at forbedre sine troppers effektivitet og samtidig selv blive bedre til panserkrigsførelse. Selv om han aldrig havde ledet en division i kamp blev han yderligere forfremmet til fungerende generalløjtnant og sendt til Ægypten for at lede 13. Korps i 8. Armé under Montgomery. General Harold Alexander og generalløjtnant Montgomery havde besluttet at gøre rent bord da de erstattede den afskedigede Claude Auchinleck som henholdsvis øverstkommanderende i Mellemøsten og chef for 8. Armé. Officerer, som blev opfattet som at have fejlet under den gamle ledelse blev fjernet og Montgomerys foretrukne ledere hentet ind. Horrocks var en af disse, en officer som Montgomery følte var "præcis hvad der var brug for til den opgave der lå foran".

### Nordafrika
Da han ankom til Nordafrika fik Horrocks korps ordre til at forsvare Alam el Halfa-højderyggen mod et forventet angreb fra Afrika Korpset. I bekymring over, at store tab ville kunne true hans planlagte el-Alamein offensiv, gav Montgomery Horrocks besked på at slå feltmarskal Erwin Rommels styrker "uden at blive unødigt slemt tilredt i forbifarten". Horrocks forberedte et rent defensivt slag med sine kampvogne gravet ned bag højderyggen. Da tyskerne angreb den 30. august lykkedes det dem ikke at lokke de britiske kampvogne i retning af deres 88 mm kanoner – en taktik som tidligere havde været brugt med stor succes, og i stedet fandt de sig under beskydning af både artilleri og fly fra Desert Air Force. Slaget endte med at tyskerne fik kontrol over Himeihat-højderne, men for en høj pris, og de allierede styrker var uvillige til at forsøge at generobre dem efter et fejlslået angreb fra 2. newzealandske division. Hærens defensive succes styrkede moralen, og Horrocks fik ros fra sin underordnede, brigadegeneral Roberts, for hans "vidunderlige evne til at inspirere tillid og entusiasme uanset hvor han bevæger sig". Montgomery var også godt tilfreds og sagde: "han fortjener stor ros for sin indsats den dag".
Horrocks fik tilbudt ledelsen af 10. korps, et pansret korps, i det planlagte slag ved el-Alamain, men afslog det, da han mente at generalmajor Herbert Lumsden, en kavaleriofficer, ville være bedre til opgaven. I stedet beholdt han ledelsen af 13. korps og fik til opgave at lave et skinangreb på den sydlige del af fronten for at narre aksestyrkerne, mens hovedangrebet blev gennemført af 30. Korps og 10. korps mod nord. Montgomery sagde til Horrocks, at han ikke måtte miste kampvogne, så 13. korps' offensive operationer blev begrænset til mindre raids. Efter den afgørende britiske sejr blev Horrocks korps overført til reserven og blev formindsket i størrelse mens resten af 8. Armé forfulgte Aksestyrkerne. På et vist punkt var den eneste enhed under hans ledelse en bjærgningenhed, som fjernede skrot fra slagmarken, som han besøgte hver dag. I december overtog han imidlertid ledelsen af 10. Korps, det forreste korps i 8. Armés fremrykning, efter at Lumsden var blevet afskediget på grund af sin dårlige indsats i forfølgelsen. Horrocks blev udnævnt til Companion of the Distinguished Service Order den 31. december 1942.
Efter Tripolis fald i januar 1943 trak de resterende aksestyrker sig tilbage til forberedte stillinger i det sydlige Tunesien foran Mareth-linjen, der var blevet bygget af Frankrig inden krigen. Her gennemførte Horrocks i marts en af sine mest vellykkede aktioner. Hans korps, som bestod af 1. britiske pansrede division, en brigade af Frie franske styrker og det tilknyttede New Zealand Corps (der bestod af New Zealand's 2. division og 8. britiske pansrede brigade), fik ordre til at angribe som led i Operation Pugilist efter at det var mislykkedes for 30. korps at gennembryde linjen. Han gennemførte et angreb i flanken gennem et pas, som tyskerne havde anset for uigennemtrængeligt, hvilket gjorde Mareth-stillingen umulig at holde, og tvang aksestyrkerne til en yderligere tilbagetrækning. Tre italienske divisioner blev nedkæmpet og de tyske 15. panserdivision, 21. panserdivision og 164. infanteridivision blev alvorligt svækket. Horrocks blev derpå overført til 1. britiske Armé for atovertage 9. Korps efter at den hidtidige chef, John Crocker, var blevet såret ved et træningsuheld. Han førte korpset i den afsluttende allierede offensiv i Tunesien i april og maj 1943, erobrede Tunis og modtog overgivelsen fra resterne af Rommels Heeresgruppe Afrika. Han blev omtalt i depeche den 24. juni, og for sin indsats i Tunesien blev han udnævnt til Companion of the Order of the Bath den 5. august. Han fik også rang af midlertidig generalløjtnant og permanent rang af generalmajor.
I juni 1943 blev Horrocks alvorligt såret under et luftangreb ved Bizerte, mens han overværede en øvelse vedrørende den allierede invasion af Italien. Kugler fra et tysk jagerfly ramte ham i brystet, gennemhullede hans lunger, mave og tarm. Han gennemgik fem operationer og tilbragte 14 måneder som rekonvalescent. Disse skader voldte ham smerter resten af livet, og fortsatte helbredsproblemer tvang ham senere til en tidlig pensionering fra aktiv tjeneste.

### Europa
Det varede et år inden Horrocks var tilstrækkelig rask til at kunne fortælle Alan Brooke, chefen for imperiegeneralstaben, at han var "meget ivrig efter at få et nyt korps". Efter at være blevet genudnævnt til fungerende generalløjtnant i august 1944, blev han sendt til Frankrig for at overtage ledelsen af det britiske 30. Korps under den voldsomme katastrofe, der ramte de omringede tyske 7. Armé og 5. Panserarmé i Falaise-lommen. Montgomery havde været utilfreds med korpsets og den hidtidige korpsleder Gerard Bucknalls indsats siden Invasionen i Normandiet to måneder tidligere. Horrocks beholdt kontrollen over 30. korps under fremrykningen gennem Belgien, erobrede Bruxelles og tilbagelagde på et vist tidspunkt 400 km på blot seks dage. Forsyninger var imidlertid et konstant problem, da hovedparten af de franske dybvandshavne stadig var på tyske hænder, og de allierede forsyningslinjer strakte sig helt tilbage til strandene i Normandiet. Montgomerys 21. Armégruppe opererede nu 500 km fra sine havne – dobbelt så langt som de militære planlæggere havde regnet med, så 30. korps blev sendt mod Antwerpen for at sikre de allierede brugen af dens store havn og kajer.
Byen og havnen blev erobret af den 11. pansrede division i begyndelsen af september, men Montgomery stoppede 30. korps, så det kunne få nye forsyninger lidt før den brede Albert kanal nord for byen, som således forblev på fjendens hænder. Horrocks angrede dette efter krigen, da han mente at hans korps kunne være trængt yderligere 160 km frem med det forhåndenværende brændstof, selv om det er tvivlsomt, om dette havde kunnet opnås uden forsinkelser. Ubekendt for de allierede stod der kun en enkelt tysk division over 30. Korps på daværende tidspunkt.  Pausen gav imidlertid tyskerne tid til at omgruppere sig ved Scheldt-floden, og da de allierede genoptog deres fremrykning var General Students 1. faldskærmsarmé ankommet og havde etableret stærke forsvarsstillinger på den anden side af kanalen. Opgaven med at gennembryde den tyske linje, som strakte sig fra Antwerpen til Nordsøen langs Scheldt-floden gik til den 1. canadiske armé i det månedlange og bekostelige Slaget ved Scheldt. I midten af september var 30. korps igen blevet sendt et nyt sted hen, denne gang mod øst.
Feltmarskal Montgomery gjorde sit ambitiøse fremstød, der skulle føre hæren over Rhinen og ind i det tyske industrielle kerneland i september under kodenavnet Operation Market Garden, til en højt prioriteret opgave for 21. armégruppe. 30. korps under Horrocks skulle anføre angrebet over land og passere en korridor, der blev holdt af luftbårne styrker og slutte sig til den 1. britiske luftbårne division i Arnhem i løbet af fire dage. 30. korps nåede imidlertid aldrig frem, og selv om 1. luftbårne division holdt fast i sin vanskelige stilling i yderligere fem dage var næsten tre fjerdedele af divisionen nedkæmpet den 21. september. Analyser efter krigen har nået forskellige resultater. Nogle peger på, at det ikke virkede som om Horrocks mænd havde travlt, mens andre bemærker at det tyske forsvar af området var kraftigt undervurderet af 1. allierede luftbårne armés efterretningsfolk.
Især var det vigtigt at man ikke havde opdaget resterne af to SS panserdivisioner, som efter kampene i Normandiet var sendt til Arnhem-området for at hvile og få nyt udstyr. Efterretningsvæsenet havde hævdet at der kun var "nogle få infanterienheder og mellem 50 og 100 kampvogne" i Holland. En række modangreb fra Heeresgruppe B under Feltmarskal Model holdt Horrocks' enheder i defensiven og forsinkede deres fremrykning ved at tvinge briterne til at gøre holdt og sikre deres flanker. Terrænet som Horrocks' mænd måtte passere var vanskeligt og tvang fortroppen – (Guards pansrede division) til at bruge en enkelt smal hævet hovedvej gennem det flade eller oversvømmede landskab. Hertil kom, at broen ved Nijmegen blot 13 km fra Arnhem ikke blev erobret af det 508. faldskærmsinfanteriregiment på den første dag, som planlagt, og 30. Korps måtte hjælpe med at erobre den, da det ankom til Nijmegen to dage senere. Horrocks fik ikke selv skylden for den mislykkede operation. På dette tidspunkt var 82. amerikanske luftbårne division, der var under ledelse af James M. Gavin, kommet under Horrocks' kommando, og Gavin skrev senere:
| „ | Han var bestemt en enestående general, og hans lederkvaliteter var større end nogen, jeg har mødt. Når jeg underviste på den amerikanske tjenesteskole udtalte jeg ofte, at general Horrocks var den dygtigste general, jeg mødte under krigen, og den bedste korpschef". | “ |
|   | — James Gavin |   |

I begyndelsen af 1945 deltog 30. korps i Operation Veritable, hvor den tyske hær endelig blev presset tilbage over Rhinen. Korpset anvendte ildkraft i et voldsomt omfang,, og "alle fiduser, der var blevet lært i de forløbne 2½ år blev anvendt, og adskillige nye tilføjet". En kort overgang havde 30. korps ni divisioner under sig. Inden operationen tog Horrocks imod et tilbud om at bruge Bomber Command til at angribe byen Kleve som hjælp for 15. divisions fremstød. Bombeflyene kastede 1.406 tons højeksplosiver over byen, som blev totalt ødelagt. Horrocks sagde senere, at dette havde været den "værste beslutning jeg nogensinde har taget i mit liv" og at han følte sig "fysisk syg" da han så bombeflyene komme flyvende. Operation Veritable lykkedes og om aftenen den 9. februar (D+1) havde 30. korps gennembrudt Siegfried-linjen og var kommet ind i Tyskland med kun små tab.B Bremen blev erobret den 26. april, hvilket afslørede Sandbostel-koncentrationslejren, Stalag X-B. Korpset var nået til Cuxhaven da krigen sluttede.
Horrocks blev nævnt to gange yderligere i depecher for sin indsats i Nordvesteuropa den 22. marts  og 9. august 1945, og blev udnævnt til Knight Commander of the Order of the British Empire den 5. juli. Udover anerkendelsen fra sit hjemland blev han dekoreret af regeringerne i Belgien (Croix de Guerre 1940 med palmer og Storofficer af Ordre de la Couronne med palmer, Frankrig (Croix de Guerre og kommandør af Légion d'honneur), Holland (Ridder storofficer af Orde van Oranje-Nassau), Grækenland (Kommandør af Kong Georg 1.'s orden) og De Forenede Stater (Legion of Merit).

## Karriere efter krigen
Horrocks fortsatte med at gøre tjeneste i de væbnede styrker efter krigen, og fik en betydelig forfremmelse til generalløjtnant i 1946, med rang fra 29. december 1944. Han havde en kort overgang ledelsen af den britiske Rhinarmé, indtil han lod sig pensionere i 1949 på grund af de sår han havde fået i Nordafrika. Efter at være blevet forfremmet til Knight Commander of the Order of the Bath i forbindelse med kongens fødselsdag samme år, fungerede han som æresoberst i en Territorial Army-enhed af Royal Artillery. I 1949 blev han udnævnt til Gentleman Usher of the Black Rod, en post, som traditionelt beklædes af pensionerede officerer. Denne udnævnelse blev bekræftet ved Elizabeth 2. af Storbritanniens tronbestigelse i 1952. Black Rod er ansvarlig for at føre tilsyn med administrationen af det britiske House of Lords, kontrollere adgangen og tage del i ceremonierne. I 1957 havde Horrocks den usædvanlige opgave at beordre Vivien Leigh ud af Parlamentet, da hun forstyrrede forhandlingerne for at bede om at St James's Theatre blev reddet fra nedrivning. Ved andre lejligheder, når Black Rod måtte blive på sin post under lange debatter, udfyldte Horrocks kedsomheden ved at udfylde tipskuponer. Det havde den fordel, at det for de forsamlede lorder så ud som om han tog notater. Horrocks beholdt posten som Black Rod indtil 1963.
Horrocks blev interesseret i at skrive og sendte artikler om militære forhold til aviser og magasiner herunder Picture Post og The Sunday Times. Dette førte til en kort men succesfuld karriere som programvært i en række TV-programmer, Men in Battle og Epic Battle, produceret af Huw Wheldon. Heri holdt Horrocks foredrag om store historiske slag på en måde, så det appellerede til det størst mulige publikum. Han blev udførligt interviewet til TV-serien, The World at War, og blev forlegen, da han optrådte på omslaget af BBC's Radio Times magasin. Efter TV-tiden sad han i bestyrelsen for byggefirmaet Bovis, og fortsatte med at skrive i The Sunday Times og redigerede en række regimentshistorier. Hans selvbiografi A Full Life blev udgivet i 1960, og han var medforfatter til Corps Commander, en beretning om hans slag i Nordvesteuropa, som blev udgivet i 1977.

Horrocks fungerede som militær konsulent på filmen Broen ved Arnhem, baseret på Operation Market Garden. Skuespilleren Edward Fox spillede Horrocks i filmen og sagde senere: 
| „ | Jeg nød alle filmene, men Broen ved Arnhem er den jeg nød mest på grund af den person jeg skulle spille, generalløjtnant Brian Horrocks. Brian var stadig i live og jeg kendte ham godt - vi var venner til hans død. Han var en meget speciel type general, og det var vigtigt at jeg spillede rollen korrekt. | “ |
|   | — Edward Fox |   |

Horrocks døde den 4. januar 1985 i en alder af 89. Begravelseshøjtideligheden foregik i Westminster Abbey den 26. februar og blev overværet af generalmajor Peter Gillett og forsvarsminister Michael Heseltine, som repræsentanter for henholdsvis Dronning Elizabeth og premierminister Margaret Thatcher. Tredive regimenter og mange andre enheder og foreninger var repræsenteret ved begravelsen.